# Arkadi Petrowitsch Gaidar
Arkadi Petrowitsch Gaidar (russisch Аркадий Петрович Гайдар, eigentlich Arkadi Petrowitsch Golikow, Аркадий Петрович Голиков; * 9. Januarjul. / 22. Januar 1904greg. in Lgow, Gouvernement Kursk, Russisches Kaiserreich; † 26. Oktober 1941 bei Lepljawo, Oblast Kiew, Ukrainische Sozialistische Sowjetrepublik, gefallen) war ein sowjetischer Jugendschriftsteller.

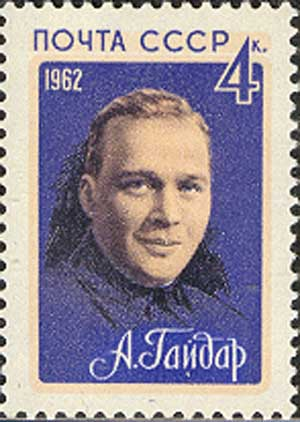
Arkadi Gaidar auf einer sowjetischen Briefmarke

## Leben
Arkadi Gaidar wuchs in Arsamas auf. Seine Eltern waren an den revolutionären Ereignissen von 1905 beteiligt.
Gaidar war ab 1918 zunächst der jüngste Kommandeur einer Kompanie der Roten Armee im russischen Bürgerkrieg und mit 16 Jahren der jüngste Kommandeur eines Regiments. 1924 schied er wegen einer Erkrankung aus der Armee aus.
Als Korrespondent der Komsomolskaja Prawda wurde Gaidar nach dem deutschen Überfall auf die Sowjetunion an die Front geschickt. Nachdem sein Truppenteil von Deutschen eingekreist wurde, schloss er sich einer Partisaneneinheit an und wurde MG-Schütze. Er fiel in einem Gefecht mit deutschen Truppen bei Lepljawo (heute Ljaplawa, Rajon Kaniw, Oblast Tscherkassy, Ukraine).
Sein berühmtestes Werk Timur und sein Trupp (1940) beschreibt eine Jugendgruppe, die den allein zurückgebliebenen Frauen und Familien von Frontsoldaten in einem russischen Dorf in Alltagsdingen hilft. Das Buch um den Helden Timur (der Name seines 1926 geborenen Sohnes) war Vorbild für die „Timur-Bewegung“, bei der diese Hilfsbereitschaft im Alltag umgesetzt werden sollte – laut Lexikon der Weltliteratur „eine große patriotische Aktivität … ‚Gaidarsche Traditionen‘ wurden richtungweisend für die Entwicklung einer sozialistischen Kinder- und Jugendliteratur.“ Das Buch war in den späteren sozialistischen Staaten Mittel- und Osteuropas weit verbreitet.
Sein Enkel Jegor Gaidar war 1992 russischer Ministerpräsident. Der Asteroid (1835) Gajdariya  ist nach Arkadi Gaidar benannt.

## Werke
- 1926: Der rote Reiter (РВС)
- 1930: Die Schule des Lebens/Die Feuertaufe (Школа мужества)
- 1931: Unterstand Nr. 4 (четвертый блиндаж)
- 1932: Ferne Länder (Дальние страны)
- 1935: Das Kriegsgeheimnis (Военная тайна)
- 1938: Das Schicksal des Trommlers (Судьба барабанщика)
- 1939: Tschuk und Gek (Чук и Гек) (siehe auch Chuk Island)
- 1940: Timur und sein Trupp (Тимур и его команда)

Sammelbände mit Erzählungen
- Der Mann mit dem Stern (dt. 1968)
- Die Zeit des Trommlers (dt. 1968)
- Die Spur der Kühnen (dt. 1969)

## Verfilmungen
- 1937: Дума про казака Голоту – Regie: Igor Sawtschenko
- 1940: Timur und sein Trupp (Тимур и его команда) – Regie: Alexander Rasumny
- 1953: Чук и Гек – Regie: Iwan Lukinski
- 1954: Feuertaufe (Школа мужества) – Regie: Wladimir Bassow & Mstislaw Kortschagin
- 1955: Das Schicksal des Trommlers (Судьба барабанщика) – Regie: Wiktor Eisymont
- 1955: Rauch im Walde (Дым в лесу) – Regie: Jewgeni Karelow & Juri Tschuljukin
- 1958: Der Schatz unter der Palme (На графских развалинах) – Regie: Wladimir Skuibin
- 1958: Военная тайна – Regie: Metschislawa Majewskaja
- 1958: Сказка о Мальчише-Кибальчише – Zeichentrickfilm – Regie: Alexandra Sneschko-Blozkaja
- 1960: Пусть светит! – TV – Regie: Jewgeni Karelow
- 1964: Der Kompaß (Дальние страны) – Regie: Marija Fjodorowa
- 1964: Сказка о Мальчише-Кибальчише – Regie: Jewgeni Scherstobitow
- 1965: Голубая чашка – TV – Regie: Wladimir Chramow & Maja Markowa
- 1971: Bumbarasch (Бумбараш) – TV – Regie: Nikolai Raschejew & Abram Narodizki
- 1976: Судьба барабанщика – Regie: Alexander Igischew
- 1976: Die Budjonnymütze (Будёновка) – Regie: Igor Wosnessenski
- 1977: Тимур и его команда – Regie: Alexander Blank & Sergei Linkow
- 1977: Der Mann mit dem roten Stern (Р.В.С.) – Regie: Alexei Moros & Juli Slupski
- 1978: Das Ende des Kaisers der Taiga (Конец императора тайги) – Regie: Wladimir Saruchanow; Darsteller: Iwan Krasko (Iwan Solowjow), Andrej Rostozki (Arkadi Gaidar)